# Радивоновка (Бердянский район)
Радивоновка (укр. Радивонівка) — село,
Николаевский сельский совет,
Бердянский район,
Запорожская область,
Украина.
Код КОАТУУ — 2320683505. Население по переписи 2001 года составляло 121 человек.

## Географическое положение
Село Радивоновка находится на правом берегу реки Берда,
выше по течению на расстоянии в 3,5 км расположено село Николаевка,
ниже по течению на расстоянии в 5 км расположено село Осипенко,
на противоположном берегу — село Новоивановка.
Рядом проходит автомобильная дорога Т-0819.

## История
- 1812 — дата основания.